# Al-Hazm Rass 2010-2011
Questa voce raccoglie le informazioni riguardanti l'Al-Hazm Rass nelle competizioni ufficiali della stagione 2010-2011.

## Rosa
| N. |                           | Ruolo | Calciatore          |
| -- | ------------------------- | ----- | ------------------- |
|    | Arabia Saudita (bandiera) | P     | Saeed Al-Harbi      |
|    | Arabia Saudita (bandiera) | P     | Abdulaziz Al-Ruwdan |
|    | Arabia Saudita (bandiera) | D     | Hamad Al-Essa       |
|    | Arabia Saudita (bandiera) | D     | Mohammed Al-Kaltham |
|    | Arabia Saudita (bandiera) | D     | Naif Al-Mousa       |
|    | Zambia (bandiera)         | D     | Francis Kasonde     |
|    | Giordania (bandiera)      | D     | Mohammad Khamees    |
|    | Arabia Saudita (bandiera) | D     | Theab Majrashi      |

| N. |                           | Ruolo | Calciatore         |
| -- | ------------------------- | ----- | ------------------ |
|    | Arabia Saudita (bandiera) | C     | Abdullah Al-Dosari |
|    | Arabia Saudita (bandiera) | C     | Fuad Al-Mutairi    |
|    | Arabia Saudita (bandiera) | C     | Ahmad Munawer      |
|    | Arabia Saudita (bandiera) | C     | Khaled Naser       |
|    | Serbia (bandiera)         | C     | Nemanja Obrić      |
|    | Senegal (bandiera)        | C     | Mohamed Roubize    |
|    | Arabia Saudita (bandiera) | A     | Bader Al-Kharashi  |
|    | Serbia (bandiera)         | A     | Nikica Košutić     |